# Eranina
Eranina är ett släkte av skalbaggar. Eranina ingår i familjen långhorningar.

## Dottertaxa tillEranina, i alfabetisk ordning[1]
- Eranina argentina
- Eranina atatinga
- Eranina cendira
- Eranina ciliata
- Eranina cincticornis
- Eranina costaricensis
- Eranina cretaria
- Eranina curuca
- Eranina diana
- Eranina dispar
- Eranina esquinas
- Eranina flaviventris
- Eranina florula
- Eranina fuliginella
- Eranina fulveola
- Eranina hovorei
- Eranina humeralis
- Eranina icambi
- Eranina leuconoe
- Eranina meyeri
- Eranina moysesi
- Eranina nigrita
- Eranina pallidula
- Eranina pectoralis
- Eranina piriana
- Eranina piterpe
- Eranina porongaba
- Eranina pusilla
- Eranina rondonia
- Eranina rosea
- Eranina septuosa
- Eranina suavissima
- Eranina tauaira
- Eranina univittata